# Ангелологія
Ангелоло́гія (дав.-гр. ἄγγελος («а́нгелос») — вісник, посланець → ангел + дав.-гр. λόγος («логос») → грец. ~λογία наука) — вчення про ангелів. Предметом ангелології як богословської дисципліни є походження й природа ангелів, їхнє місце та роль у складі війська небесного, ангельська ієрархія і т. д. У взаємозв'язку з богословською, у тому числі християнською демонологією осмислює історію ангельського світу.
В основі ангелології лежить Господнє Одкровення як першоджерело відомостей про духовний світ. Є методологічною основою в розробці відповідних розділів в гімнографії й іконографії, які містять практичні аспекти шанування ангелів у богослужінні.
У світському релігієзнавстві ангелологія й демонологія розглядаються як рівнозначні елементи міфології.

## Ангельський собор і його ієрархія
У понятті «ангельський собор» слово «собор» використовується в старовинному значенні зборів, сукупності (собор усіх святих).
Богослов'я розглядає «ангельський собор»:
- у нерозривній єдності Бога та «небесних сил»;
- як гармонійно структуровану сукупність ангелів;
- як проєкцію собору ангелів на людей, «людський рід» (В. М. Лоський).

Бог і ангели в очах першолюдини — єдність, задану ще до його створення. Для пізнання сутності єдності необхідне пізнання його складових. Однак, як вказує святий Григорій Богослов, світ духовний настільки таємничий і незбагненний, що вже спроба його описати викликає «кружіння в слові» (Or. 28). Як тільки Господнє Одкровення починає «підіймати в Старому Завіті завісу відомостей про світ духовний», виявилося, що на початкових етапах священної історії часом неможливо однозначно відрізнити теофанію (Богоявлення) від ангелофанії (явлення ангелів).
Етимологічно ангел є «вісником» Господнім, але звістка може бути передана й формою особливого явлення Господа. Епізод відвідин Авраама трьома мандрівниками (Буття 18) Амвросій Медіоланський, Афанасій Великий і Августин пояснюють це як явлення Святої Трійці. Зі свого боку, Юстин Філософ, Тертуліан, св. Іреней Ліонський, Євсевій Кесарійський і св. Іван Золотоустий вбачають у цих образах Господа (Другої Особи Трійці) з двома ангелами. Сам Авраам сприйняв побачене як трьох ангелів. Цей приклад богослов'я розглядає не як розбіжність, у якій слід відрізнити істину від омани, а як єдиний, цілісний у своїй суперечливості процес «пізнання непізнаваного», який проходить людина від епохи до епохи. Згадки про ангелів рідкісні в старозавітну епоху, але частішають у міру наростання месіанських очікувань в пізніші старозавітні часи.
На певному етапі розвитку людської свідомості спроби вирішення визначеного завдання — осмислити Бога та ангелів у їхній єдності — підводить людину до відкриття закладеного в самих основах світобудови єдності пари основних філософських категорій — сутності і явища. «Сутність з'являється, явище суттєве» — гносеологічні джерела цієї формули «світської» філософії йдуть до визначення древнього «богословського» завдання.
Відокремивши явище від сутності, людина відкриває для себе (у богословських термінах: йому приходить Господнє Одкровення) феномен суперечливої єдності. Ангельський світ, виходячи з положень Старого Завіту, був зроблений Богом до створення людини. І ця первісна, що не розділена ще сукупність, виявилася внутрішньо суперечливою. Падіння частини ангелів, що відбувалося до появи людини (Aug. De Gen. XI 14, 16, 19) — момент філософського «зняття» цієї розбіжності, поділу добра та зла — якому передує відділення світла від темряви в ретроспективі, а в перспективі — Страшний суд.
«Суд», у сенсі засудження частини ангелів на те, щоб бути вигнаними зі світу небесного — нагадування людині про всемогутність Бога, сила якого переважає будь-яку сукупність інших небесних сил (грішних ангелів багато), і застереження людині про можливість бути вигнані з-поміж обраних до життя вічного.
Єдність Бога та ангельського собору розглядається як нерозривне: усі сили, які хотіли його розірвати, протиставити одну частину іншій, були подолані, і тим самим ця єдність була зміцнена ще до створення людини.
Ангели в усій сукупності (ангельський собор) у своїй єдності відмінні від роду людського. В. М. Лоський підкреслює, що якщо «рід людський» — це сукупність безлічі особистостей, що володіють однією і тією ж природою, то ангели — хоч і наділені особистісними характеристиками — природної єдності не мають. «Кожен із них — окрема природа, окремий світ», і тому богослов характеризує їхню сукупність як гармонійну (а не органічну) єдність.
Саме поняття «гармонія» (дав.-гр. ἁρμονία) передбачає наявність зв'язку, порядку, ладу в якомусь безлічі неоднакових один стосовно одного елементів. Будь-яка гармонія завжди видається якоюсь ієрархією: наприклад, гармонія звуків представляється гамою, їхньою впорядкованою послідовністю. Але саме поняття ієрархія увійшло в обіг як спеціальний богословський термін; етимологічно дав.-гр. ἱεραρχία складено з ἱερός священний, і ἀρχή старшинство → правління.
Ієрархічний принцип лежить в основі гармонійної єдності світу ангелів. Його розробка дана в «Ареопагітиках» — збірнику трактатів і листів про догматичні теми невідомого автора кінця V століття або початок VI століття так званого Псевдо-Діонісія Ареопагіта, які помилково ототожнюються з роботами священномученика Діонісія Ареопагіта. Головна його ангелологічна теза (глава VI, § 2) свідчить, що для ясності всі небесні істоти позначаються дев'ятьма іменами, причому «наш Божественний керівник розділяє їх на три троїсті ступені»:
1. Серафими, Херувими, Престоли.
2. Панування, Сили й Влади.
3. Начала, Архангели й Ангели.

Цей поділ ні в якому разі не претендує на вичерпний опис «структури» — Ареопагіт спеціально обумовлює, що людям не дано пізнати повністю всі «таємниці принебесного розуму й найсвятіші їхньої досконалості» й що судити про це можна лише в межах того, «скільки Бог відкрив нам через них самих так, як вони знають себе»:
Скільки чинів небесних Істот, які вони, і яким чином у них відбуваються таємниці священнопочатку — детально знає один Бог. Знають також і вони самі свої власні сили, свій світ і священні чинопочатки.
Ангели та люди — собор ангельський у зверненні до роду людського. З моменту створення людини, ангели за призначенням служать промислом Божим, виконують доручення, звернені до людей. Переважно Бог не з'являється людям особисто, а довіряє своїм ангелам донести волю Свою. Ангели можуть з'являтися людям зримо і незримо, вступаючи в контакт або без нього, та прославляти своїми справами Бога; вони направляють і втілюють благодать Божу.
Ангелів набагато більше, ніж людей, завдяки чому — як вчить християнське богослов'я — відразу після святого таїнства Хрещення Бог посилає кожній людині ангела-хранителя, які на небесах постають за нього перед обличчям Бога Отця (див. Мт 18:10). У православній традиції одна з щоденних, ранкових молитов адресована ангелу-хранителю, даним від Бога для охорони того, хто молиться, просвітити йому новий день, зберегти його від всякого зла, навчити й направити його на шлях порятунку.
Одиниці з-поміж людей — старозавітні пророки, святителі, преподобні — за життя підносяться до того, що Бог обирає їх, як і ангелів, на роль посередників, доносять Його волю до роду людського.

## Письменство
- Ангелология // Еврейская энциклопедия Брокгауза и Ефрона. — 1908—1913. (рос. дореф.)(рос.)
- (рос.)Дионисий Ареопагит. О небесной иерархии. Архівовано з джерела 17 вересня 2012. Процитовано 22 квітня 2021.
- (рос.)Иванов М. С., Никифорова А. Ю. Ангелология. Православная энциклопедия. — М. : Церковно-научный центр «Православная энциклопедия», 2001. — Т. II. — С. 300—306. — ISBN 5-89572-007-2.(рос.)
- (рос.)Лосский В. Н. Гл. II. Божественный мрак. // Очерк мистического богословия восточной церкви. Архівовано з джерела 22 квітня 2021. Процитовано 22 квітня 2021.
- (рос.)Энциклопедия православной иконы. Основа богословия иконы / По благ. архиеп. Могилёвского и Мстиславского Максима. — СПб. : Сатисъ, 2002. — 336 с. — ISBN 5-7373-0208-3.